# Taracticus nigrimystaceus
Taracticus nigrimystaceus är en tvåvingeart som beskrevs av Samuel Wendell Williston  1901. Taracticus nigrimystaceus ingår i släktet Taracticus och familjen rovflugor. Inga underarter finns listade i Catalogue of Life.